# Les Muscles de Marge
Les Muscles de Marge (France) ou Quand elle me tient dans ses bras (Québec) (Strong arms of the Ma) est le 9e épisode de la saison 14 de la série télévisée d'animation Les Simpson.
Il s'agit également du 300e épisode de la série.

## Épisode
Lors d'une vente aux enchères des effets personnels de Rainer Wolfcastle, Homer achète tellement d'objets qu'il ne peut pas entrer dans la voiture. Marge rentre donc avec les enfants, et lors d'un arrêt chez Apu, un voleur l'agresse, lui arrachant son collier sous les yeux de Maggie. Traumatisée par son agression, elle devient agoraphobe et s'enferme chez elle. Sa famille essaie de l'aider à surmonter sa peur, sans succès, et Marge finit par s'installer à la cave où elle s'occupe avec les haltères achetées aux enchères. Elle devient rapidement très musclée et finit par surmonter sa peur. Elle parvient à se venger de son agresseur ce qui l'incite à se muscler encore plus. Elle rencontre Ruth Powers, son ancienne voisine qui fait du body-building et lui conseille de prendre des amphétamines et des hormones. Marge s'inscrit alors à un concours féminin de body-building où elle finit deuxième. Les hormones font devenir Marge très susceptible et violente. Déçue et en colère par son résultat ainsi que le comportement de Moe, elle détruit tout le bar et passe à tabac ses occupants. Homer, se cachant alors dans les toilettes, parvient ensuite à la raisonner et ce déclic fait prendre conscience à Marge qu'elle doit tout arrêter. Le soir, elle brûle ses haltères.